# Dechaineux (U-Boot)
Die HMAS Dechaineux (SSG 76) ist das vierte gebaute U-Boot der australischen Collins-Klasse.
Das Schiff trägt den Namen des australischen Kapitäns Emile Dechaineux. Dechaineux fiel 1944 in der See- und Luftschlacht im Golf von Leyte infolge des ersten verzeichneten japanischen Kamikaze-Angriffes.
Das U-Boot wurde 1993 in Osborne bei Adelaide auf Kiel gelegt. Am Stapellauf 1998 nahmen Dechaineuxs Witwe und sein Sohn Commodore Peter Dechaineux teil. Das Kriegsschiff wurde 2001 in Dienst gestellt.